# Clímax (retórica)
En retórica, un clímax (del griego κλῖμαξ, klîmax, lit. "escalera") es una figura retórica en la que las palabras, frases o cláusulas se organizan en orden de importancia creciente. En su uso con cláusulas, se le conoce también en ocasiones como auxesis (lit. "crecimiento").

## Uso
El clímax se usa con frecuencia en la persuasión (en particular en la publicidad) para crear falsos dilemas y para centrar la atención en los aspectos positivos del tema en cuestión. Las opciones iniciales e inferiores hacen que el término final parezca aún mejor en comparación de lo que lo haría de aparecer de manera aislada: "X es bueno, Y es mejor, Z es lo mejor" es uno de sus formatos estándar. También se puede usar a la inversa con el objeto hacer que el término inicial parezca mejor en comparación: "A no es perfecto, pero B es peor y C es el peor de todos".

## Ejemplos
- "Tres cosas hay que son permanentes: la fe, la esperanza y el amor; pero la más importante de las tres es el amor." [6]
- "Creo que hemos llegado a un punto de gran decisión, no solo para nuestra nación, no solo para toda la humanidad, sino para la vida sobre la tierra".[7]
- ". . . Perdido, vaciado, quebrado, muerto en una hora".[8]

## Anticlímax
Un anticlímax es un descenso abrupto (ya sea de manera intencionada o no intencionada), por parte de un hablante o escritor, de la dignidad de la idea a la que parecía estar apuntando, como en:
"El poeta inglés Herrick expresó el mismo sentimiento cuando sugirió que deberíamos recolectar capullos de rosa mientras se pueda. Su codo está en la mantequilla, señor".
Como término relativo, el anticlímax requiere que un clímax mayor o menor lo preceda para así poder tener el efecto adecuado. Un anticlímax puede emplearse intencionalmente solo por propósitos jocosos o satíricos. Con frecuencia participa de la naturaleza de la antítesis, como en:
"Muere y dona a una universidad o a un gato".

### Citas
1. ↑  Corbett and Connors, 1999. p. 57
Baldick, 2008. p. 59
2. ↑  Smyth, Herbert Weir (1920). Greek Grammar. Cambridge MA: Harvard University Press. p. 677. ISBN 0-674-36250-0.
3. ↑  Baldick, 2008. p. 31
4. ↑  1.
5. ↑  2.
6. ↑  1 Corintios 13:13
7. ↑  Wald, George (4 de marzo de 1969), A Generation in Search of a Future.
8. ↑  Shakespeare, William, The Passionate Pilgrim, XIII.
9. 1 2  Chisholm, 1911, p. 123.
10. ↑  Wodehouse, P.G., Much Obliged, Jeeves.